# Río Grande (San Pedro de Atacama)
El Río Grande es un curso de agua en la Región de Antofagasta, Chile. Proviene de la reunión de los ríos de alta cordillera, Jauna y Putana, aguas abajo se le unen las aguas del río Machuca.: 171 
Hans Niemeyer considera que nace en la confluencia del Jauna y del Putana y así se considera aquí, pero Luis Risopatrón considera a los ríos Putana y río Machuca como sus formativos.

## Trayecto
Una vez reunidas las aguas de los dos ríos formativos, estas se dirigen al SO por unos 50 km hasta su junta con el río Salado (San Pedro de Atacama). Durante el viaje recibe por su ribera izquierda, aguas arriba de Cuchabrache, las aguas de la Quebrada de Caire. El río Grande corre en general, encajonado en un verdadero cañón labrado en tobas riolíticas, aunque experimenta algunos ensanchamientos donde asientan las localidades de Río Grande y San Bartolo.
El río Grande desemboca finalmente en el río San Pedro de Atacama.

## Historia
Luis Risopatrón describió el río en su obra Diccionario jeográfico de Chile:: 360 
Grande (Río). Formado por los ríos Putana y Machuca, corre hacia el SW con buena agua que se deriva para regar las laderas del cajón, baña el pie del caserío de Río Grande, después del cual corre en una quebrada estrecha, por unos 8 kilometros, hasta las vecindades de San Bartolo, después del cual el río lava las paredes salinas de su cauce y adquiere el agua mal sabor; la quebrada se ensancha nuevamente a la altura de la finca de Artola y se estrecha después en una angostura, en la que recibe del W el río Salado, de aguas salobres para formar el río Atacama. En el lado E de la quebrada se ven los cerros desnudos, con estratas hasta verticales, mientras que en el lado W aparecen los barrancos de una alta meseta; la traquita llega a veces hasta el fondo de la quebrada, oculta las arcillas rojas i las estrecha hasta hacerlas inaccesibles.